# Allium vallivanchense
Allium vallivanchense är en amaryllisväxtart som beskrevs av Reinhard M. Fritsch och Nikolai Walterowich Friesen. Allium vallivanchense ingår i släktet lökar, och familjen amaryllisväxter.
Artens utbredningsområde är Tadzjikistan. Inga underarter finns listade i Catalogue of Life.